# Dorfkirche Groß-Ziethen

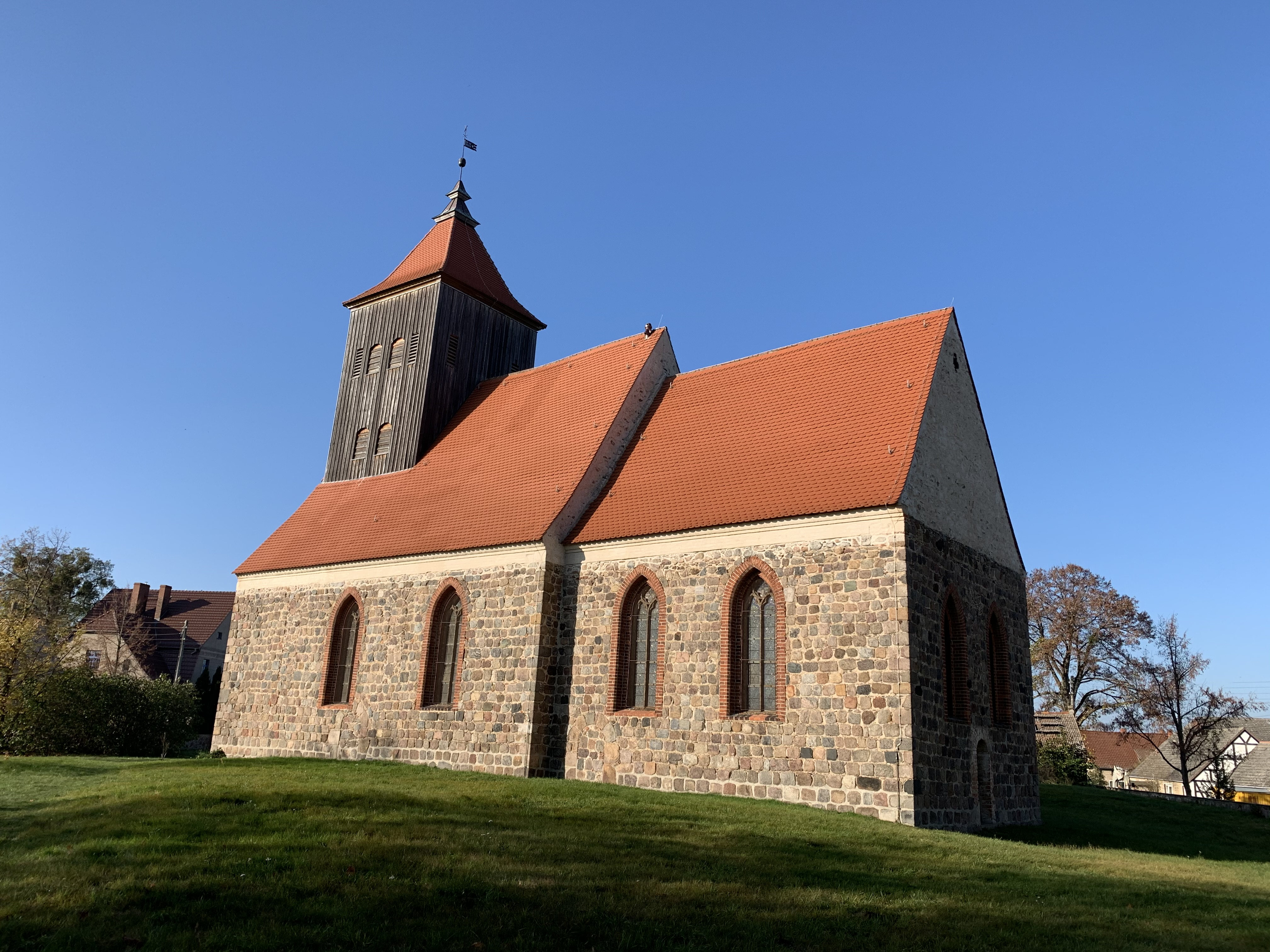
Dorfkirche Groß-Ziethen

Die französisch-reformierte Dorfkirche Groß-Ziethen ist eine Feldsteinkirche aus der Mitte des 13. Jahrhunderts in Groß-Ziethen, einem Ortsteil der Gemeinde Ziethen im Landkreis Barnim im Land Brandenburg. Die Kirchengemeinde gehört zum Reformierten Kirchenkreis der Evangelischen Kirche Berlin-Brandenburg-schlesische Oberlausitz.

## Lage
Die Straße Zur Mühle führt von Nordwesten kommend in südöstlicher Richtung durch den Ort. Südlich verläuft parallel hierzu die Kirchstraße, die ein angerförmiges Grundstück aufspannen. Dort steht die Kirche auf einem Grundstück mit einem Kirchfriedhof, der mit einer Mauer aus sorgfältig behauenen und lagig geschichteten Feldsteinen eingefriedet ist.

## Geschichte
Das Bauwerk entstand in der ersten Hälfte des 13. Jahrhunderts. Im Landbuch Karls IV. erschien Groß-Ziethen mit einer Größe von 60 Hufen, darunter vier Pfarrhufen. Nach der Reformation kam das Dorf zum kurfürstlichen Klosteramt Chorin und besaß 1543 eine Tochterkirche in Klein Ziethen. Ausweislich einer Visitation im gleichen Jahr gab es in der Kirche einen Kelch sowie ein Viatikum. Im Jahr 1600 wurde neben dem Kelch eine Patene und eine Damastkasel erwähnt. Der Sakralbau wurde im Dreißigjährigen Krieg fast vollständig zerstört. Ernst Fidicin berichtet in seinem Werk Der Kreis Prenzlau. Der Kreis Templin. Der Kreis Angermünde, dass die Soldaten „Alles geraubt und das Getreibe auf den Aeckern verwüstet. Der Acker wurde fast wüst und bewuchs mit Holz, das Kirchengut wurde geraubt, die Häuser wurden geplündert und größtentheils zerstört und verbrannt.“. Im Jahr 1686 entschied die Berliner Amtskammer, 22 Kolonisten aus Nordfrankreich anzusiedeln. Sie brachten ihren eigenen Glauben aus der französisch-reformierten Kirche mit, gaben sich eine eigene Kirchenverfassung und erhielten mit Jean Regnier einen eigenen Pfarrer. Da sie auf eine finanzielle Unterstützung des Staates verzichteten, waren sie von Abgaben befreit. Die neuen Bewohner bauten die im Krieg zerstörte Dorfkirche ab um 1690 bis 1717 wieder auf. Bei diesen Arbeiten entstand der verbretterte Kirchturm mit Zeltdach. Erst 1813 wurde die Verwendung der französischen Sprache im Gottesdienst abgeschafft. Matthias Friske berichtet in seinem Werk Die mittelalterlichen Kirchen in der nördlichen und östlichen Uckermark: Geschichte – Architektur – Ausstattung von einer „durchgreifenden“ Umgestaltung des Bauwerks im Jahr 1864. Die ursprünglichen Öffnungen wurden vollständig ersetzt sowie ein neuer Westeingang mit Vorbau errichtet. Im Innenraum wurde eine spätklassizistische Kanzel aufgestellt.

## Baubeschreibung

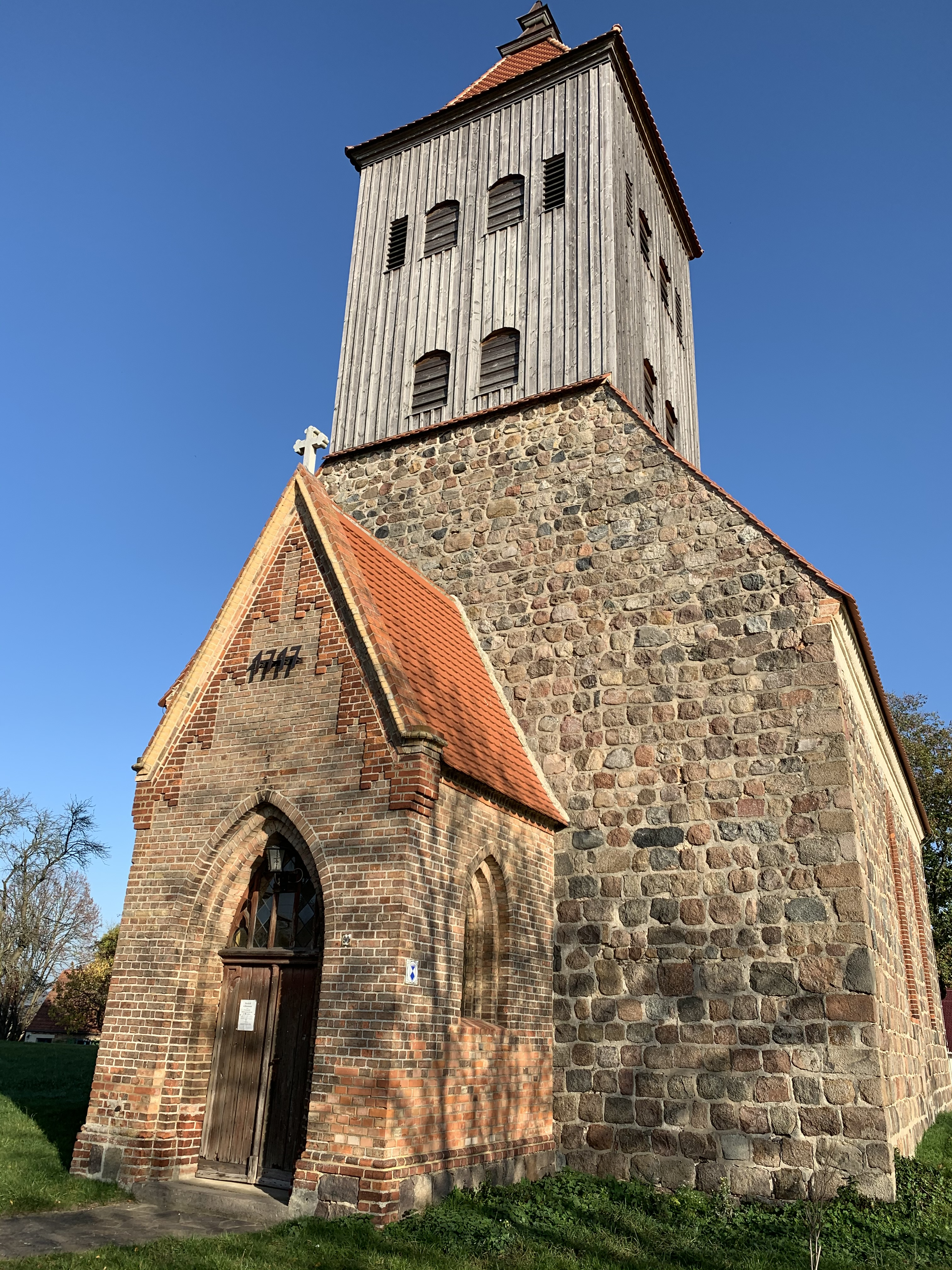
Ansicht von Westen

Das Bauwerk entstand im Wesentlichen aus Feldsteinen, die lagig geschichtet und meist sorgfältig behauen wurden. Bei Ausbesserungs- und Erneuerungsarbeiten kamen in der Regel rötliche Mauersteine zum Einsatz. Der Chor ist gerade und leicht eingezogen. An seiner Ostseite sind zwei große, spitzbogenförmige Maßwerkfenster mit einem mittig angeordneten Vierpass, die in einem zweifach getreppten Gewände eingefasst wurden. Dazwischen sind die Reste eines zugesetzten Rundbogenfensters erkennbar, so dass zu einer früheren Zeit am Chorschluss vermutlich eine Dreifenstergruppe vorhanden war. Unterhalb ist eine gedrückt-segmentbogenförmige Pforte. Der Giebel ist leicht verputzt; mittig ist unterhalb des Dachfirsts eine gemauerte Öffnung in Form eines Kreuzes. An der Nord- und Südseite sind zwei weitere, große Spitzbogenfenster, die vermutlich über die ursprünglichen Öffnungen gesetzt wurden. An der Südwand ist am Übergang zum Kirchenschiff eine zugesetzte Priesterpforte, die aus der Bauzeit stammen dürfte.
Das Kirchenschiff hat einen rechteckigen Grundriss. An der Nord- und Südseite je sind zwei weitere Spitzbogenfenster. An beiden Seiten sind mindestens zwei ursprüngliche, zugesetzte Fenster erkennbar, die sich jeweils weiter westlich der vorhandenen Fenster befanden. Am westlich gelegenen Fenster der Südwand ist eine zugesetzte Gemeindepforte erkennbar, dessen Bogen im oberen linken Bereich vom Fenster geschnitten wird.
Im westlichen Bereich ist ein rechteckiger Vorbau mit einem Stufenfries am Giebel, der durch eine große und dreifach getreppte Pforte betreten werden kann. Seitlich sind an der Nord- und Südseite je zwei kleine Spitzbogenfenster. Der Vorbau trägt, wie auch das Schiff, ein schlichtes Satteldach. Oberhalb der ansonsten fensterlosen Westseite erhebt sich der verbretterte Dachturm. Er besitzt an jeder Seite mehrere, gedrückt-segmentbogenförmige Klangarkaden und schließt mit einem Zeltdach mit Turmkugel und Wetterfahne ab.

## Ausstattung

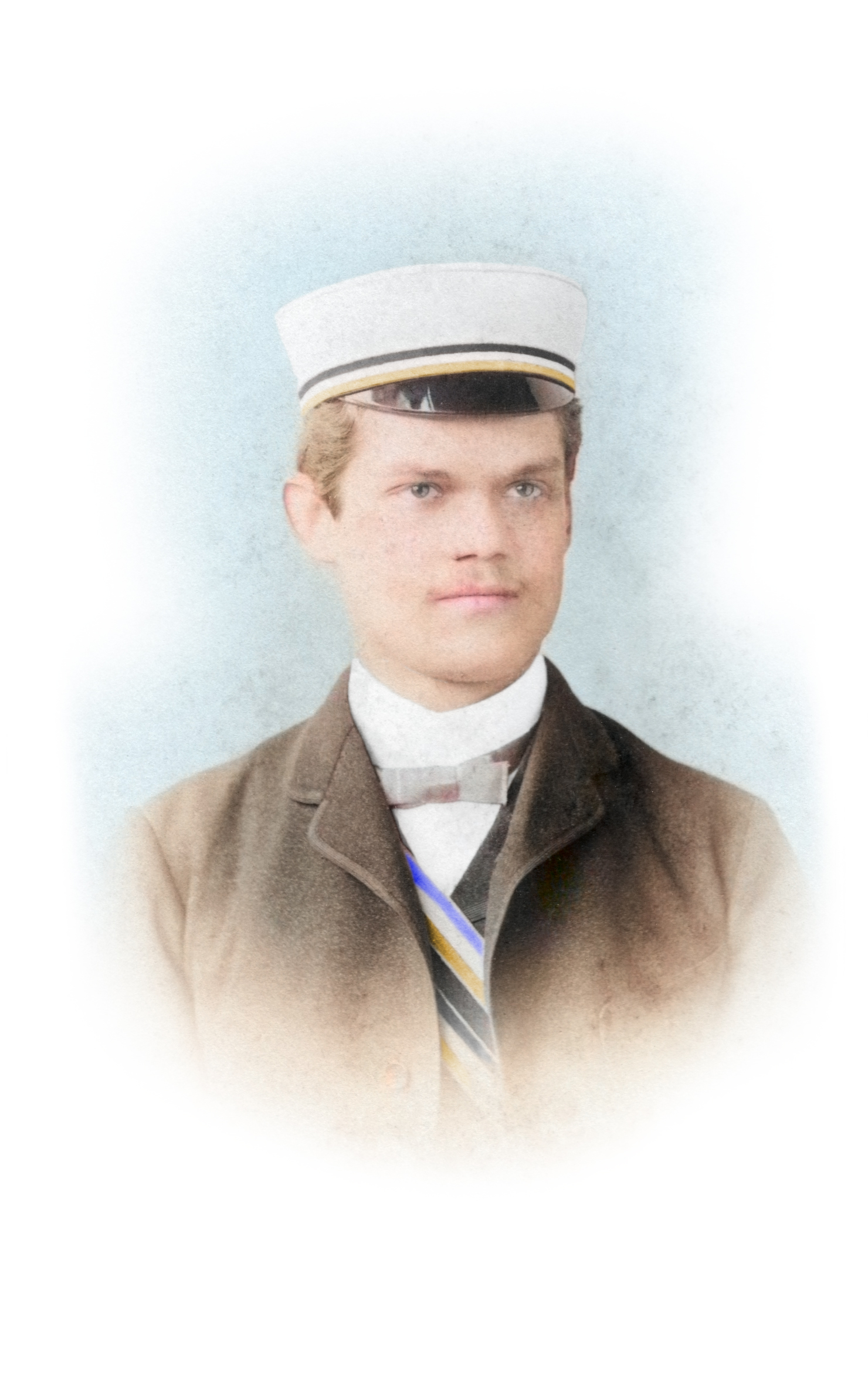
Pfarrer Doyé als Wingolfit, 1889

Der Kanzelaltar ist im Stil des Spätklassizismus gehalten und kann durch seitliche Aufgänge betreten werden. Er geht in die Westempore über, auf der ein neugotisches Orgelprospekt von 1864 steht. Das Bauwerk verfügt über eine Balkendecke sowie einen rundbogigen Triumphbogen, der 1864 seitlich verbreitert wurde. Zur Kirchenausstattung gehört die Nachbildung einer Tafel mit den Zehn Geboten; das Original befindet sich im Französischen Dom in Berlin. Im Turm hängen drei Glocken aus Gussstahl, die der damalige Pfarrer Traugott Doyé im Jahr 1929 beschaffte.